# Гонконгский тритон
Гонконгский тритон (лат. Paramesotriton hongkongensis) — вид амфибий из рода бородавчатых тритонов (Paramesotriton) отряда хвостатых земноводных.

## Ареал
Данный вид обитает в прибрежных районах провинции Гуандун, в том числе в Гонконге.

## Описание
Общая длина от 11 на 15 см. Голова имеет треугольную форму, на ней имеются боковый и медиальный гребни. Гребни есть и на корпусе — центральный и два дорсолатеральных. Хвост тонкий, сплюснутый с боков.
Кожа грубая, зернистая. Цвет варьируется от светло-коричневого до тёмно-коричневого. На животе имеются многочисленные неравномерно расположенные оранжевые пятна. Яркая полоса есть и на вентральной стороне хвоста.

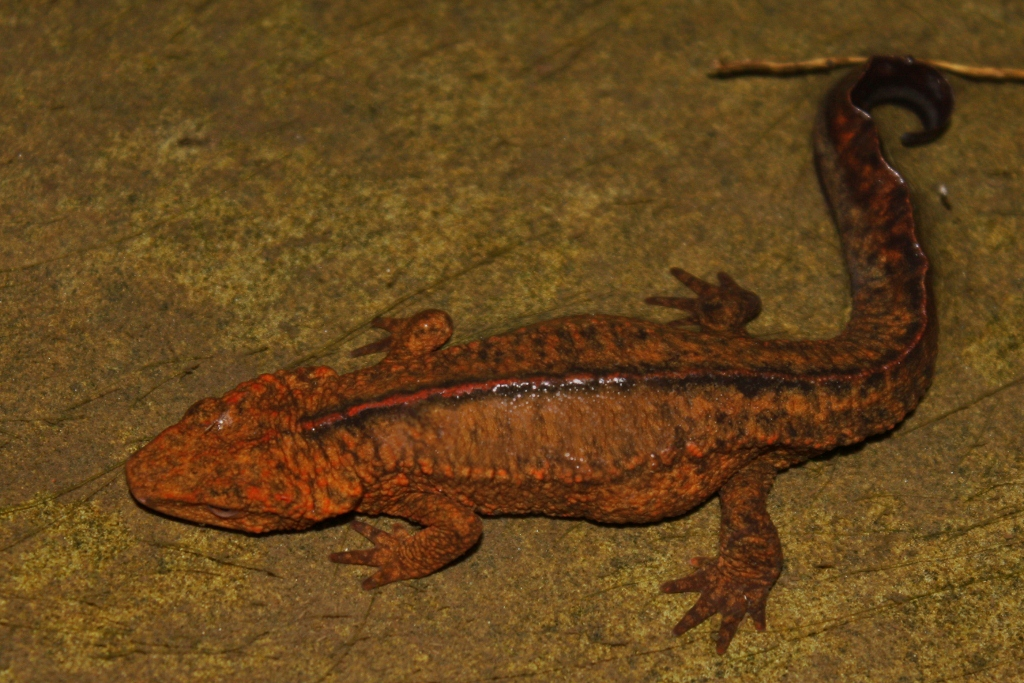

## Образ жизни
Данный вид обитает в медленнотекущих протоках, неглубоких ручьях, прудах с многочисленными валунами и галькой, обеспечивающими животным укрытия. Водоёмы находятся находятся на высоте от 30 до 940 метров над уровнем моря.
Представители данного вида не впадают в спячку. Взрослые животные могут быть обнаружены в воде в течение всего года. Рацион амфибий составляют дождевые черви, головастики, мальки рыбы, креветки и личинки насекомых. Животные ведут преимущественно ночной образ жизни, но могут быть активны и днём. Брачный сезон происходит с ноября по апрель. Для самцов характерно агрессивное территориальное поведение.